# 河北镇 (北京市)
河北镇，是中华人民共和国北京市房山區下辖的一个乡镇级行政单位。

## 行政区划
河北镇下辖以下地区：
房山矿社区、黄土坡军工路社区、磁家务村、万佛堂村、半壁店村、黄土坡村、三福村、河东村、东庄子村、檀木港村、三十亩地村、东港村、李各庄村、河北村、河南村、辛庄村、南道村、杏元村、口儿村、他窖村和南车营村。